# رسلان بونوماريوف
رسلان أوليغوفيتش بونوماريوف (بالأوكرانية: Пономарьов Руслан Олегович)‏ لاعب شطرنج أوكراني ولد في 11 أكتوبر 1983 في هورليفكا أوكرانيا ، في 1998 و بعمر 14 سنة حصل على لقب أستاذ دولي كبير ماجعله آنذاك أصغر لاعب على الإطلاق يحصل على ذلك اللقب.
أصبح بطل العالم للاتحاد الدولي للشطرنج بين 2002 و 2004 بعـد أن فـاز على مواطنه فاسيلي إيفانتشوك بنتيجة 4.5 مقابل 2.5 وعمره 18 سنة ليصبح أصغر لاعب على الإطلاق يغدو بطلا للعالم في الشطرنج ، ووصل إلى نهـائي كأس العالم للشطرنج في 2005 و 2009 وإلى نصف النهـائي في عام 2011 .

## روابط خارجية
- رسلان بونوماريوف على موقع IMDb (الإنجليزية)
- رسلان بونوماريوف على موقع الاتحاد الدولي للشطرنج (الإنجليزية)
- رسلان بونوماريوف على موقع مباريات الشطرنج (الإنجليزية)
- رسلان بونوماريوف على موقع 365Chess.com (الإنجليزية)
- رسلان بونوماريوف على موقع Chesstempo.com (الإنجليزية)
- رسلان بونوماريوف سجل أولمبياد الشطرنج على موقع OlimpBase.org (الإنجليزية)